# Igarapava
Igarapava (pronunciació en portuguès:[iɡɐɾɐpˈavɐ]) és un municipi brasiler de l'interior de l'estat de São Paulo, localitzat entre São Paulo i Brasília. Forma part de l'Aglomeració Urbana de Franca, localitzant-se al nord de la capital de l'estat, distant d'aquesta prop de 447 km. Es localitza a una latitud 20è02'18" sud i a una longitud 47è44'49" oest, estant a una altitud de 576 metres. La seva població estimada en 2022 era de 33.400 habitants. La ciutat posseeix el títol de "Municipi d'Interès Turístic".

## Topònim
"Igarapava" és un terme d'origen tupí que significa "Port de canoes", a través de la junção dels termes ygara (canoa) i upaba (Port). En una traducció més objectiva i per la qual pot ser realment nomenada, Igarapava vol dir: "Port de les Canoes".

## Història

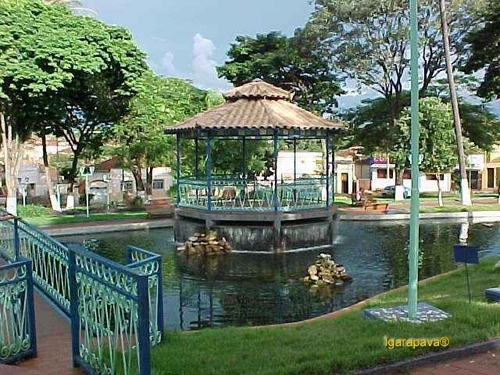
Plaça Sinhá Junqueira

Les terres on avui es localitza el municipi d'Igarapava van ser lloc de parada i descans dels exploradors paulistes rumb a les mines dels indis goiazes. Aquestes terres van ser donades per la Corona Portuguesa, al voltant de 1720, als exploradors Bartolomeu Bueno da Silva i Joan Leite da Silva Ortiz. El 1842, el capità Anselmo Ferreira de Barcelos, que ja residia en aquestes terres, en la Granja Vargem Alegre (proscrit que va venir de Franca, on era acusat de matar una persona, i d'atemptar contra la vida del jutge de pau d'aquella localitat), juntament amb el pare Zeferino Baptista do Carmo, van erigir la Capella de Santa Rita del Paraíso. El citat capità va donar part de les seves terres al patrimoni de la santa.
L'elecció del nom Igarapava per a substituir Santa Rita do Paraíso, era justificada pel fet que Porto de Ponte Alta passa a ser nomenat Porto das Canoas on diverses canoas auxiliaven la barca en la travessia de Rio Grande. En la llengua dels nadius “igara” significa canoa petita, feta d'un únic tronc, mentre “pava” significa port o lloc on s'atura.
Per això la Llei núm. 1097 del 04 de novembre del 1907 canvia el nom del municipi i Comarca de Santa Rita do Paraíso, per Igarapava.
Posseeix un dels sòls més fèrtils del món, només de “terra roxa”, i relleu lleument ondulat, el que va afavorir el desenvolupament de l'agroindústria en la producció i exportació de sucre, alcohol, cereals i ramaderia de llet, així com la producció artesanal de la pinga d'engenho i fabricació casolana de dolços i formatges.

## Fàbrica Hidroelèctrica de Igarapava

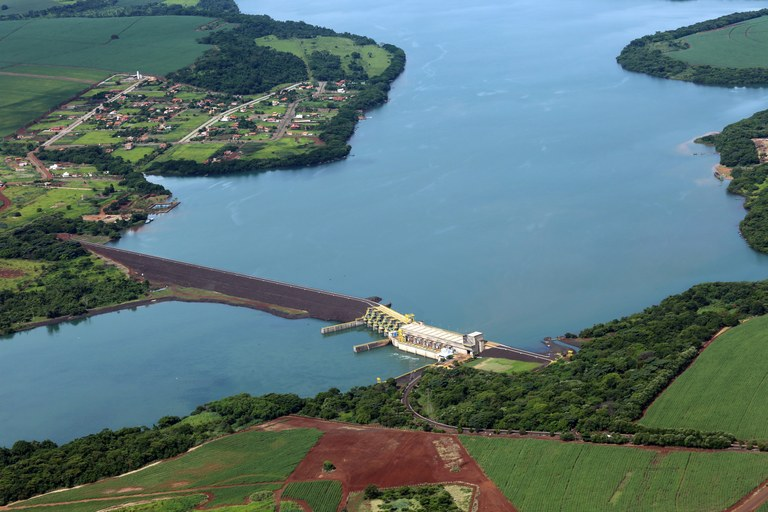
Fàbrica Hidroelèctrica de Igarapava.

Localitzada en Rio Grande, a 575 km de Belo Horizonte i 450 km de São Paulo, està la Fàbrica Hidroelèctrica de Igarapava, amb capacitat instal·lada de 210 megawatts, formada per cinc unitats geradoras tipus bomba, és considerat un gran marc per la generació d'energia en el Brasil. Aquest tipus de bomba demana menor embassament d'aigua i menor caiguda d'aigua (desnivell), causant menor impacte ambiental, amb major viabilitat tècnica i econòmica.

## Demografia
Dades del Cens - 2010:
Població total: 27 952
- Rural: 1 590
- Urbana: 26 362
- Homes: 13 837
- Dones: 14 115

Densitat demogràfica (hab./km²): 59,70

## Geografia

### Hidrografia
Igarapava se situa al marge esquerre de Rio Gran, que fa la frontera entre els estats de Minas Gerais i São Paulo.

### Clima
Segons dades del Centre Integrat d'Informacions Agrometeorológiques (CIIAGRO/SP), des de febrer del 2014 la menor temperatura registrada a Igarapava va ser de 1,8 °C el 7 de juliol de 2019 i la major va arribar a 43,1 el 8 d'octubre del 2020. El major acumulat de pluja en 24 hores va arribar a 168,7 el 8 d'abril de 2009.

## Economia
El Producte Intern Brut (PIB) d'Igarapava era d'1.029.145,58 (en mil reals) i el PIB per càpita de 35.782,68 (en reals), el 2015, segons dades de la Fundació SEADE. En la composició de la participació en el total del Valor Addicionat del municipi, els Serveis tenien 79,77%, la Indústria 15,13%, i l'Agropecuària 5,10%.

## Turisme
Festa de la Canya: Se celebra el 22 de maig. En aquesta data, és realitzada la tradicional Festa de la Canya (té aquest nom, doncs l'economia del municipi gira al voltant de la canya, estant la ciutat cercada per canyars).
Fàbrica Junqueira: La colònia, avui nomenada de Fàbrica Junqueira, va ser construïda en la dècada de 1940 per Francisco Maximiano Junqueira, el Coronel Quito Junqueira, per acollir els treballadors de la seva propietat sucrera. Després de la seva mort, la vila va passar a ser administrada per una fundació que duu el nom de la dona del coronel, Theolina Zemilla d'Andrade Junqueira, la Sinhá Junqueira. Actualment, la vila pertanyent al municipi manté les característiques i arquitectura de l'època i també té un museu sobre la història de la vila i de la Fundació.
Riu Grande: La ciutat rep diversos turistes a finals de setmana. Riu Grande és la gran atracció, i la pesca i els esports nàutics estan entre els preferits, fins i tot centenars de persones utilitzen els marges del riu com a platja, a fi de gaudir de les belleses de la naturalesa de la regió.

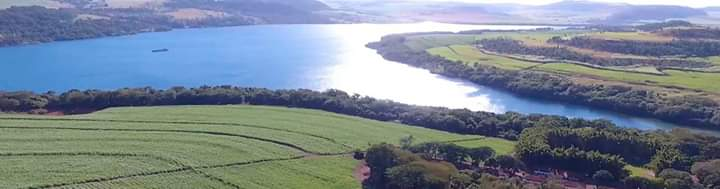
Riu Grande a Igarapava-SP